# Obelisk (Saint-Vrain)

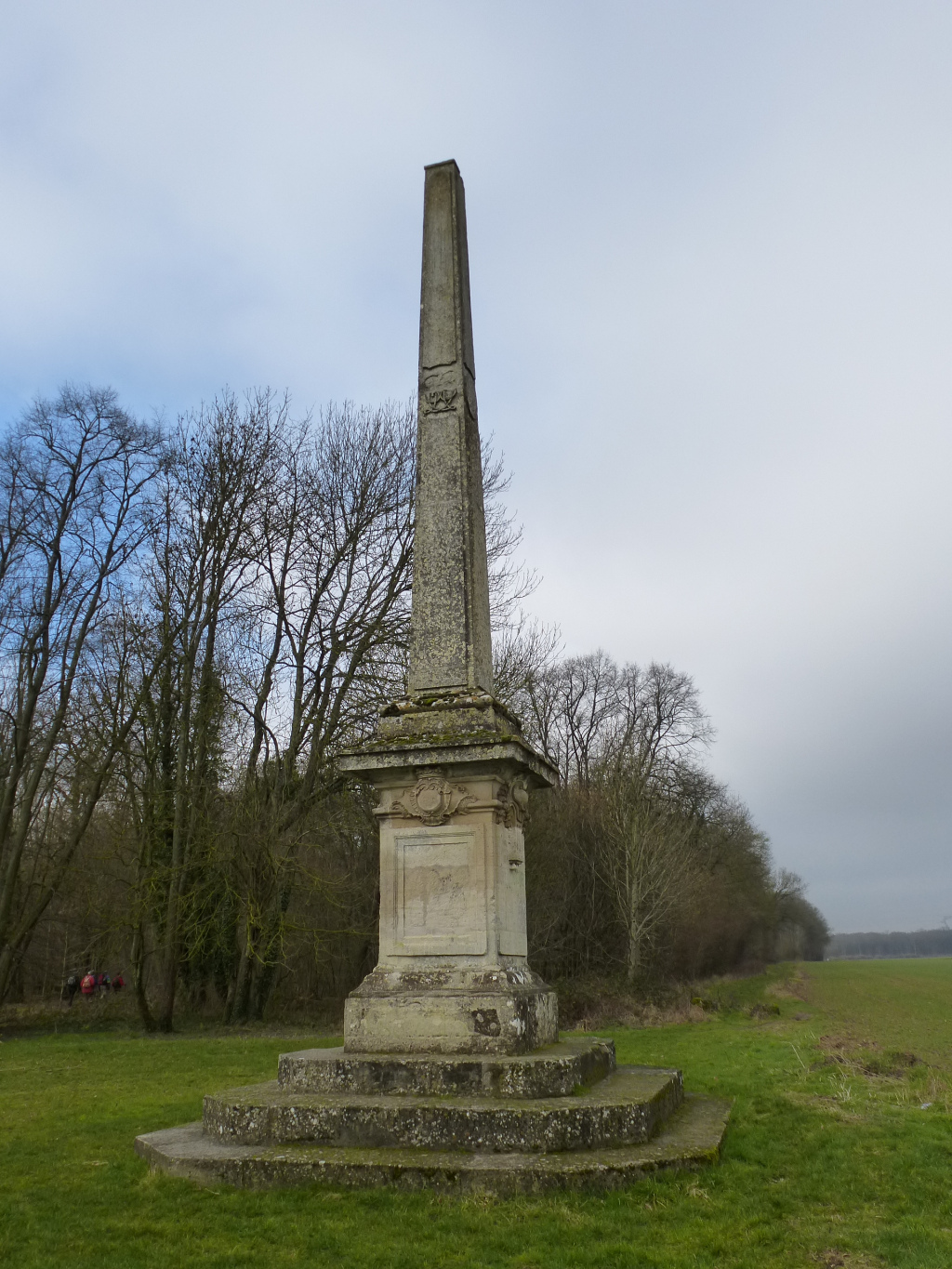
Obelisk in Saint-Vrain

Der Obelisk in Saint-Vrain, einer französischen Gemeinde im Département Essonne in der Region Île-de-France, wurde 1750 errichtet. Der Obelisk ist seit 1948 als Monument historique auf der Liste der Baudenkmäler in Frankreich.
Der zwölf Meter hohe Obelisk im Wald von Saint-Vrain wurde vom damaligen Grundherrn Louis Duval de L’Épinoy in Auftrag gegeben. Der Obelisk markiert eine Stelle, an der mehrere Alleen zusammentreffen und eine davon zum Schloss des Besitzers führte.